# Zig (langage)
Pour les articles homonymes, voir Zig.
Zig est un langage de programmation compilé impératif polyvalent, typé statiquement, conçu par Andrew Kelley,. Le langage est conçu pour la «robustesse», l'«optimalité» et la «maintenabilité»,, prenant en charge les génériques et la réflexion au moment de la compilation, la compilation croisée et l'allocation de mémoire manuelle (cad. sans ramasse-miette). Un objectif majeur du langage est de concurrencer (et d'améliorer) C,, tout en s'inspirant également de Rust,, entre autres.
Zig possède de nombreuses fonctionnalités pour la programmation de bas niveau, notamment des types composés (struct) avec zéro padding, des entiers de taille arbitraire et différents types de pointeurs.
Le compilateur, originellement écrit en C++, a lentement été réécrit en Zig pour être aujourd'hui disponible dans sa version entièrement implémentée en Zig, nommée Stage 2. Il utilise LLVM 17 comme back-end , prenant en charge plusieurs de ses cibles natives, bien que d'autres back-ends soient en développement notamment le back-end x86 qui est disponible depuis la version 0.14. Le compilateur est un logiciel libre et open source distribué sous la licence MIT. Le compilateur Zig fournit la possibilité de compiler du C et du C++, similaire à Clang en utilisant respectivement la commande "zig cc" et "zig c++". Le langage de programmation Nim prend en charge l'utilisation de zig cc comme compilateur C. 

## Exemples

### Hello World
```
// zig version 0.14.0

const
 
std
 
=
 
@import
(
"std"
);

pub
 
fn
 
main
()
 
!
void
 
{

    
const
 
stdout
 
=
 
std
.
io
.
getStdOut
().
writer
();

    
try
 
stdout
.
print
(
"Hello, {s}!
\n
"
,
 
.{
"world"
});

}

```

### QuickSortavec choix de la fonction de comparaison
```
const
 
std
 
=
 
@import
(
"std"
);

pub
 
fn
 
quickSort
(
comptime
 
T
:
 
type
,
 
arr
:
 
[]
T
,
 
comptime
 
compareFn
:
 
fn
 
(
T
,
 
T
)
 
bool
)
 
void
 
{

    
if
 
(
arr
.
len
 
<
 
2
)
 
return
;

    
const
 
pivot_index
 
=
 
partition
(
T
,
 
arr
,
 
compareFn
);

    
quickSort
(
T
,
 
arr
[
0
..
pivot_index
],
 
compareFn
);

    
quickSort
(
T
,
 
arr
[
pivot_index
 
+
 
1
 
..
 
arr
.
len
],
 
compareFn
);

}

fn
 
partition
(
comptime
 
T
:
 
type
,
 
arr
:
 
[]
T
,
 
comptime
 
compareFn
:
 
fn
 
(
T
,
 
T
)
 
bool
)
 
usize
 
{

    
const
 
pivot_index
 
=
 
arr
.
len
 
/
 
2
;

    
const
 
last_index
 
=
 
arr
.
len
 
-
 
1
;

    
std
.
mem
.
swap
(
T
,
 
&
arr
[
pivot_index
],
 
&
arr
[
last_index
]);

    
var
 
store_index
:
 
usize
 
=
 
0
;

    
for
 
(
arr
[
0
 
..
 
arr
.
len
 
-
 
1
])
 
|*
elem_ptr
|
 
{

        
if
 
(
compareFn
(
elem_ptr
.
*
,
 
arr
[
last_index
]))
 
{

            
std
.
mem
.
swap
(
T
,
 
elem_ptr
,
 
&
arr
[
store_index
]);

            
store_index
 
+=
 
1
;

        
}

    
}

    
std
.
mem
.
swap
(
T
,
 
&
arr
[
store_index
],
 
&
arr
[
last_index
]);

    
return
 
store_index
;

}

pub
 
fn
 
main
()
 
void
 
{

    
const
 
print
 
=
 
std
.
debug
.
print
;

    
var
 
arr
 
=
 
[
_
]
i16
{
 
4
,
 
65
,
 
2
,
 
-
31
,
 
0
,
 
99
,
 
2
,
 
83
,
 
782
,
 
1
 
};

    
print
(
"Before: {any}
\n\n
"
,
 
.{
arr
});

    
print
(
"Sort numbers in ascending order.
\n
"
,
 
.{});

    
quickSort
(
i16
,
 
&
arr
,
 
struct
 
{

        
fn
 
sortFn
(
left
:
 
i16
,
 
right
:
 
i16
)
 
bool
 
{

            
return
 
left
 
<
 
right
;

        
}

    
}.
sortFn
);

    
print
(
"After: {any}
\n\n
"
,
 
.{
arr
});

    
print
(
"Sort numbers in descending order.
\n
"
,
 
.{});

    
quickSort
(
i16
,
 
&
arr
,
 
struct
 
{

        
fn
 
sortFn
(
left
:
 
i16
,
 
right
:
 
i16
)
 
bool
 
{

            
return
 
left
 
>
 
right
;

        
}

    
}.
sortFn
);

    
print
(
"After: {any}
\n\n
"
,
 
.{
arr
});

}

```

## Philosophie
Le « Zen » de Zig, qui peut être lu sur le site de la fondation Zig, est un ensemble d'idées importantes dans le langage  :
- Communiquer les intentions précisément
- Les cas spéciaux ou rares sont importants
- Favoriser la lecture du code par dessus l'écriture
- Une seule manière évidente d'écrire les choses
- Les crash à l'exécution sont meilleurs que les bugs
- Les erreurs à la compilation sont meilleures que les crashs
- Améliorations incrémentales
- Éviter les maxima locaux
- Réduire ce qu'on doit retenir
- Se concentrer sur le code plutôt que sur le style
- L'allocation de ressources peut échouer, la libération doit réussir
- La mémoire est une ressource
- Ensemble nous servons l'utilisateur

Bien que la Fondation Zig existe, avec son site web, et un compilateur (le seul à ce jour), la communauté Zig n'a pas de concept d'officiel ou non-officiel, et tout le monde est libre de créer son site, sa communauté, ses outils Zig, voire un compilateur, qui ne sera pas plus officiel que ceux déjà existants.
Le développement de la spécification du langage Zig se fait dans un modèle que ses développeurs appellent BDFN pour « Benevolent Dictator For Now », c'est-à-dire « Dictateur bienveillant pour le moment », qui est une variante du modèle « Benevolent Dictator For Life » utilisé par de nombreux projets open-source. Cela signifie qu'Andrew Kelley a le dernier mot sur les fonctionnalités ajoutées ou non au langage et n'est pas tenu à respecter l'avis des utilisateurs ou des développeurs, mais ce de manière temporaire.

## Voir également